# 逗點文創結社
逗點文創結社（英語：Comma Books），為臺灣獨立出版社，創立於2010年，由作家陳夏民創辦，旗下出版多個臺灣知名作家作品，如騷夏、朱家安、曾珍珍、劉芷妤等。 

## 其他連結
- 官方网站
- 逗點文創結社關於我們 （页面存档备份，存于）